# Saga Rodu Wymęga-Zarawiejskich
Saga Rodu Wymęga-Zarawiejskich – komediowe słuchowisko radiowe, autorstwa Jacka Janczarskiego.

## Opis
Audycja emitowana była po raz pierwszy w 1973 roku, w Programie III Polskiego Radia. Jest to prawdopodobnie słuchowisko powstałe przed Kocham pana, panie Sułku. Przedstawia wydarzenia sprzed tej serii, kiedy to pani Eliza ma jeszcze dom. Eliza i Sułek nie są tu głównymi bohaterami. Powstało 6 kilkunastominutowych odcinków (łącznie ok. 72 minuty), które 11 września 2020 roku ukazały się na płycie pt. Jacek Janczarski – Saga Rodu Wymęga-Zarawiejskich, nakładem oficyny „Duży Sęk” (w ramach działalności GAD Records).

## Obsada
- Bronisław Pawlik – Borys, ojciec Elizy
- Wanda Łuczycka – Róża, partnerka Borysa
- Henryk Borowski – pradziad Hubert, dziadek Borysa
- Krystyna Sienkiewicz – kuzynka Lotka (Szarlotta Rozdziawa-Zabieguńska)
- Marta Lipińska – Eliza Wymęga-Zarawiejska (pani Eliza)
- Krzysztof Kowalewski – Sułek
- Piotr Fronczewski – narrator